# Angel Olsen
Angel Olsen (Saint Louis, 22 gennaio 1987) è una cantautrice statunitense.

## Biografia
Originaria del Missouri, risiede in Carolina del Nord dopo aver a lungo vissuto a Chicago, dove ha avviato la propria carriera. Nel biennio 2011-2012 ha collaborato con Will Oldham (aka Bonnie 'Prince' Billy).
Dopo aver registrato il suo EP di debutto Strange Cacti e il primo album Half Way Home, ha firmato per l'etichetta Jagjaguwar, che ha pubblicato il suo secondo album Burn Your Fire for No Witness nel febbraio 2014, prodotto da John Congleton.
Nel settembre 2016 è uscito il suo terzo disco My Woman, coprodotto insieme a Justin Raisen. Questo disco è stato accolto positivamente dalla critica, con Pitchfork che lo ha inserito al nono posto nella sua classifica dei migliori album dell'anno 2016.
Nel novembre 2017 è uscita Phases, una raccolta di demo, cover e B-side.
Il sesto album in studio della Olsen, Big Time, è stato pubblicato il 3 giugno 2022. L'album è stato preceduto dal singolo principale All the Good Times e seguito da un secondo singolo, la title track Big Time.

## Vita privata
Nel 2021 si è dichiarata lesbica. In un'intervista rilasciata l'anno successivo, la cantante ha precisato di essere pansessuale. Dopo essere stata legata sentimentalmente ad alcune donne, tra cui Meg Duffy, Angel Olsen ha iniziato una relazione col cantautore Maxim Ludwig.

## Discografia

### Album
- 2011 – Strange Cacti
- 2012 – Half Way Home
- 2014 – Burn Your Fire for No Witness
- 2016 – My Woman
- 2017 – Phases
- 2019 – All Mirrors
- 2020 – Whole New Mess
- 2022 - Big Time
- 2024 - Cosmic Waves Volume 1

### Singoli
- 2013 – Sleepwalker
- 2016 – Intern